# GNU Mach
GNU Mach (výslovnost [gnuː mʌk]IPA) je jádro operačního systému GNU Hurd ([gnuː hɜːd]). Konkrétně říkáme, že jde o tzv. mikrojádro. Bylo vyvinuto z mikrojádra Mach 4. Operační systém GNU Hurd, který je stále vyvíjen GNU jako náhrada unixového jádra, používá právě mikrojádro GNU Mach. Zatímco GNU Mach je již delší dobu ve stabilní verzi, tak na produkční verzi GNU Hurd se pracuje.
Jednou z nejpokročilejších a nejdostupnějších integrací mikrojádra GNU Mach je Debian GNU/Hurd, který 15. dubna 2015 vyšel v pokročilé testovací verzi. Další testovací verze vycházejí měsíčně, týdně a denně. Další dostupnou integrací mikrojádra GNU Mach je Arch GNU/Hurd ([aːč gnuː hɜːd]). Možným problémem operačních systémů postavených na GNU Hurd by mohla být slabší podpora hardware.

## Architektura

Zleva obecná struktura monolitického jádra, mikrojádra a hybridního jádra operačního systému.

Na rozdíl od většiny Unixu-podobných jader, Hurd používá architekturu klient–server, postavenou na mikrokernelu, který je zodpovědný jen za poskytování nejzákladnějších jaderných služeb – koordinaci přístupu k hardware: jednotky CPU (prostřednictvím meziprocesové komunikace a plánování procesů), operační paměť (přes správu paměti), a další různé vstupně/výstupní zařízení (pomocí vstupně/výstupního plánování), pro zvuk, grafiku, velkokapacitní paměťová zařízení atd. Princip mikrokernelu teoreticky umožňuje, aby všechny ovladače, které mohou být postaveny jako servery, pracovaly v uživatelském prostoru, ale dnes většina ovladačů tohoto druhu jsou již obsaženy v jaderném prostoru GNU Machu.

## Výhody mikrokernelu Mach
Podle vývojářů operačního systému GNU Hurd, je hlavní výhodou mikrojádra jeho snadná rozšiřitelnost o další uživatelské servery a jeho stabilita při selhání těchto serverů. Jádro GNU Mach zachovává kompatibilitu s jádrem Mach 3, které je základem řady nejnovějších operačních systémů, jako například Apple macOS.

### GNU – GNU GPL (licence)
- Free Software Foundation (FSF) – organizace (nadace), která zastřešuje Projekt GNU
  - Projekt GNU – projekt původně Richarda Stallmana, který má za cíl vyvinout kvalitní a svobodný operační systém – GNU
    - GNU GPL – licence napsané Richardem Stallmanem a dalšími, k uskutečnění cílů Projektu GNU
      - GNU Hurd – svobodný operační systém založený na mikrokernelu GNU Mach, vyvíjený Projektem GNU
      - KataOS – svobodný operační systém od Google založený na mikrokernelu seL4[13][14][15]
      - Linux (jádro) – jádro svobodného operačního systému, vyvíjené Linux Foundation; modulární monolitické jádro
      - Linux-libre – jádro svobodného operačního systému, vyvíjené dcerou FSF (FSFLA), fork Linux (jádro); modulární monolitické jádro

### BSD – BSD licence
- Berkeley Software Distribution – obchodní organizace při University of California, Berkeley, která vyvinula licenci BSD a používala pro práce nad operačním systémem BSD Unix.
  - BSD licence – licence organizace BSD, která používala pro BSD Unix a odvozená díla
    - FreeBSD – svobodný operační systém, který vznikl z BSD Unixu; modulární monolitické jádro
    - DragonFly BSD – svobodný operační systém, fork FreeBSD 4.8 s hybridním jádrem
    - NetBSD – svobodný operační systém, který vznikl z BSD Unixu (před FreeBSD); modulární monolitické jádro
    - OpenBSD – svobodný operační systém, fork NetBSD zaměřený na bezpečnost; monolitické jádro
    - MINIX 3 – svobodný operační systém; mikrojádro navržené a vytvořené profesorem jménem Andrew S. Tanenbaumem; kompatibilita s NetBSD

### Další projekty
- Mach – rodina příbuzných kernelů
- Apple Darwin – hybridní jádro postavené okolo mikrojádra Mach 3, za použití kódu FreeBSD; čerpá z něj systém Apple macOS
- OSF Mach – příbuzné mikrojádro[16]